# Interparlementair Koninkrijksoverleg

Structuur en locatie van de Koninkrijkslanden

Het Interparlementair Koninkrijksoverleg (IPKO), voorheen bekend als Contactplan of Parlementair Overleg Koninkrijksrelaties (POK), is een gestructureerde overlegplatform van de parlementen van de landen van het Koninkrijk der Nederlanden.
Delegaties van de Staten van Aruba, Staten van Curaçao en Staten van Sint Maarten alsmede van de Staten-Generaal van Nederland komen halfjaarlijks bijeen om informatie en standpunten uit te wisselen over belangrijke en brandende thema's van gemeenschappelijk belang. De Nederlandse delegatie wordt samengesteld uit leden van de Eerste Kamercommissie voor Koninkrijksrelaties en leden van de Vaste commissie voor Koninkrijksrelaties van de Tweede Kamer. 
Het overleg vindt telkens plaats in januari in een van de Caraïbische Koninkrijkslanden en in juni in de Eerste en Tweede Kamer in Den Haag. Aansluitend op de IPKO-bijeenkomsten voeren de Caraïbische delegaties ook onderling besprekingen. De vier parlementen onderhouden tussentijds het contact middels videoconferenties. 

## Geschiedenis
Het eerste parlementair overleg onder de naam Contactplan dateert uit 1970 met als partners Nederland, de Nederlandse Antillen en Suriname. Dit overleg kwam tot stand op initiatief van Jagernath Lachmon, voorzitter van de staten van Suriname, met als doel om te voorkomen dat er onnodige moeilijkheden tussen parlementen zouden ontstaan. Na 1975, het jaar waarin Suriname onafhankelijk werd, vonden de ontmoetingen tussen Nederland en de Nederlandse Antillen plaats. Het aantal partners kwam weer op drie in 1986, het jaar waarop Aruba de status aparte kreeg. De bijeenkomsten werden tot 7 januari 2006 het Contactplan genoemd. Hierna gingen deze tot 2010 door onder de naam Parlementair Overleg Koninkrijksrelaties (POK). Sedert de ontmanteling van de Nederlandse Antillen op 10 oktober 2010 bestaat het IPKO uit vier parlementen.
De staatkundige verhoudingen binnen het Koninkrijk waren een veelvoorkomend onderwerp op de bijeenkomsten door de jaren heen. In 2008 legde het platform aan een onafhankelijke commissie acht vragen voor over de democratische legitimiteit van besluitvorming in het Koninkrijk en de controle op de Rijksministerraad. Dit resulteerde in een in 2009 uitgebracht rapport van aanbevelingen ter versterking van het democratisch deficit op koninkrijksniveau. Tussen 2015 en 2020 stonden centraal de onderwerpen: de invoering van een geschillenregeling voor het Koninkrijk, de gevolgen van orkaan Irma, klimaatverandering, duurzameontwikkelingsdoelstellingen en de effecten van de Venezolaanse vluchtelingencrisis.